# Stroński-Palais

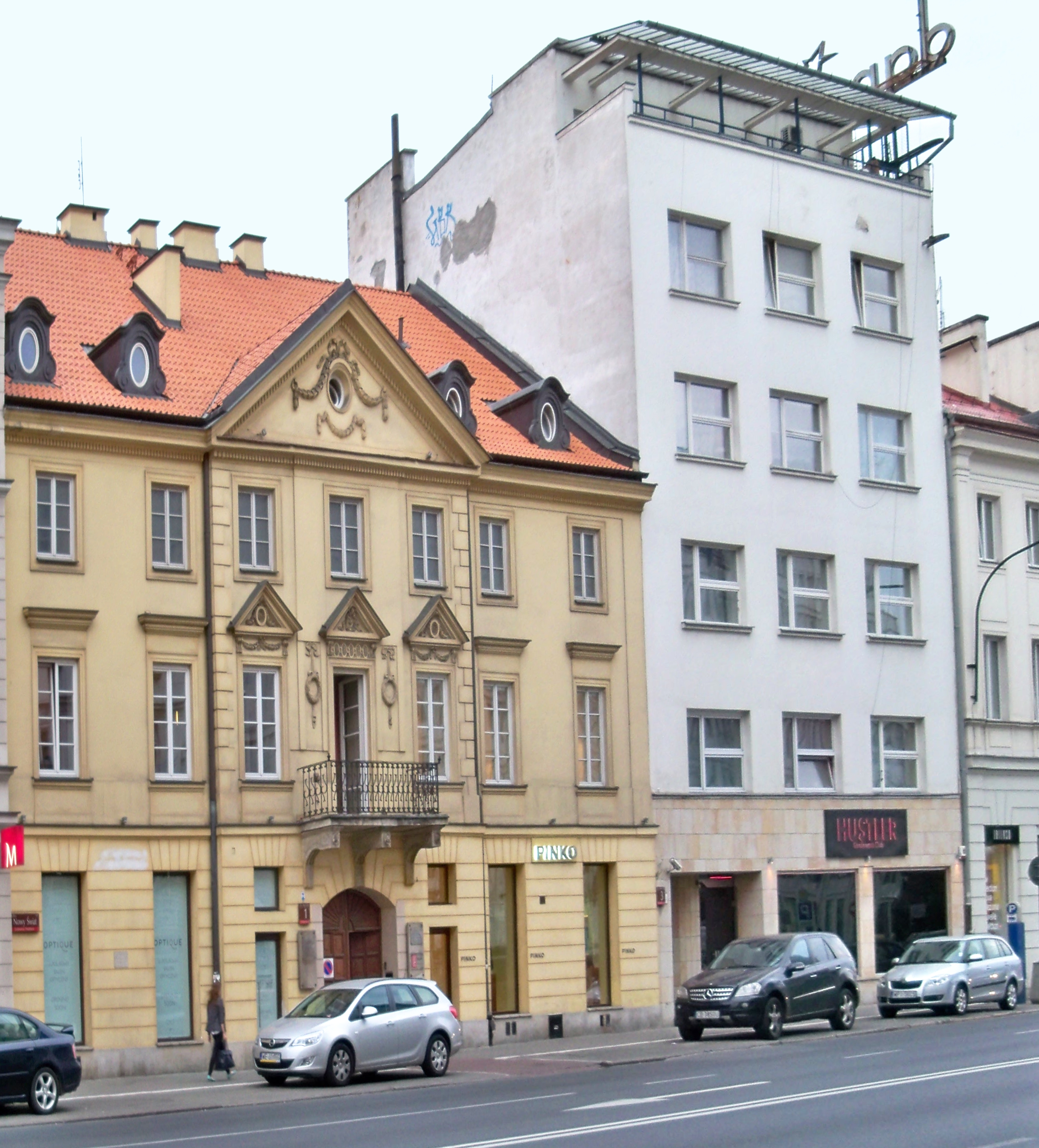

Das Stroński-Palais (auch als Stroński-Mietshaus bezeichnet, polnisch: Pałac Strońskiego oder Kamienica Andrzeja Strońskiego) liegt in der ulica Nowy Świat (Nr. 1) im Warschauer Innenstadtdistrikt und ist ein klassizistisches, palastartiges Mietshaus.
Das am Warschauer Königsweg liegende Objekt wurde in den 1780er Jahren anstelle eines anderen Gebäudes nach einem Entwurf von Szymon Bogumił Zug für Andrzej Stroński erbaut. Später waren Jan Gierth, Franciszek Wołoski, Józef Zdzietowicki und die Familie Wołłowicz Eigentümer des Objektes. In der zweiten Hälfte des 19. Jahrhunderts befanden sich wechselnde Geschäfte im Erdgeschoss, so für Wein und Spirituosen sowie eine Konditorei, in der sich zu Beginn des 20. Jahrhunderts Mitglieder der Warschauer Literatur- und Künstlerszene trafen, wie Władysław Reymont, Stefan Żeromski, Bolesław Leśmian, der Bildhauer Ksawery Dunikowski und der Schauspieler Kazimierz Kamiński.
Später befand sich hier ein Schreibwarengeschäft und eine Vertretung der Baumaterialfirma Gliński und Hirszberg. Während der Zwischenkriegszeit hatte der Kaufmann Salomon Neuman, und in den Obergeschossen das Polizeipräsidium Warschaus und die Redaktion der Zeitschrift „Zagadnienia Rasy“ ihren Sitz.
Das dreigeschossige, unter Denkmalschutz stehende Gebäude wurde während der Kampfhandlungen des Warschauer Aufstandes 1944 zerstört und im Jahr 1948 – im Rahmen der Rekonstruktion der Nowy Świat – nach einem Entwurf von Stanisław Marzyński wiederaufgebaut. Heute befinden sich hier Büros und im Erdgeschoss ein Restaurant.